# Brachycaudus lamii
Brachycaudus lamii är en insektsart som först beskrevs av Koch 1854.  Brachycaudus lamii ingår i släktet Brachycaudus och familjen långrörsbladlöss. Inga underarter finns listade i Catalogue of Life.